# Mischocyttarus juditae
Mischocyttarus juditae är en getingart som beskrevs av Cooper 1997. Mischocyttarus juditae ingår i släktet Mischocyttarus och familjen getingar. Inga underarter finns listade i Catalogue of Life.